# Distretto di San Silvestre de Cochán
Il distretto di San Silvestre de Cochan è uno dei tredici distretti  della provincia di San Miguel, in Perù. Si trova nella regione di Cajamarca e si estende su una superficie di 131,62 chilometri quadrati.

Istituito l'8 gennaio 1966, ha per capitale la città di San Silvestre de Cochan; al censimento 2005 contava 4.813 abitanti.